# イエンギア駅
イエンギア駅（ベトナム語：Ga Yên Nghĩa / 𥩤安義?）はベトナムのハノイ市ハドン区に位置するハノイ都市鉄道の駅である。

## 利用可能な路線
ハノイ都市鉄道
2A号線

## 隣の駅
ハノイ都市鉄道
2A号線
ヴァンケー駅 - イエンギア駅